# Julien Schoenaerts

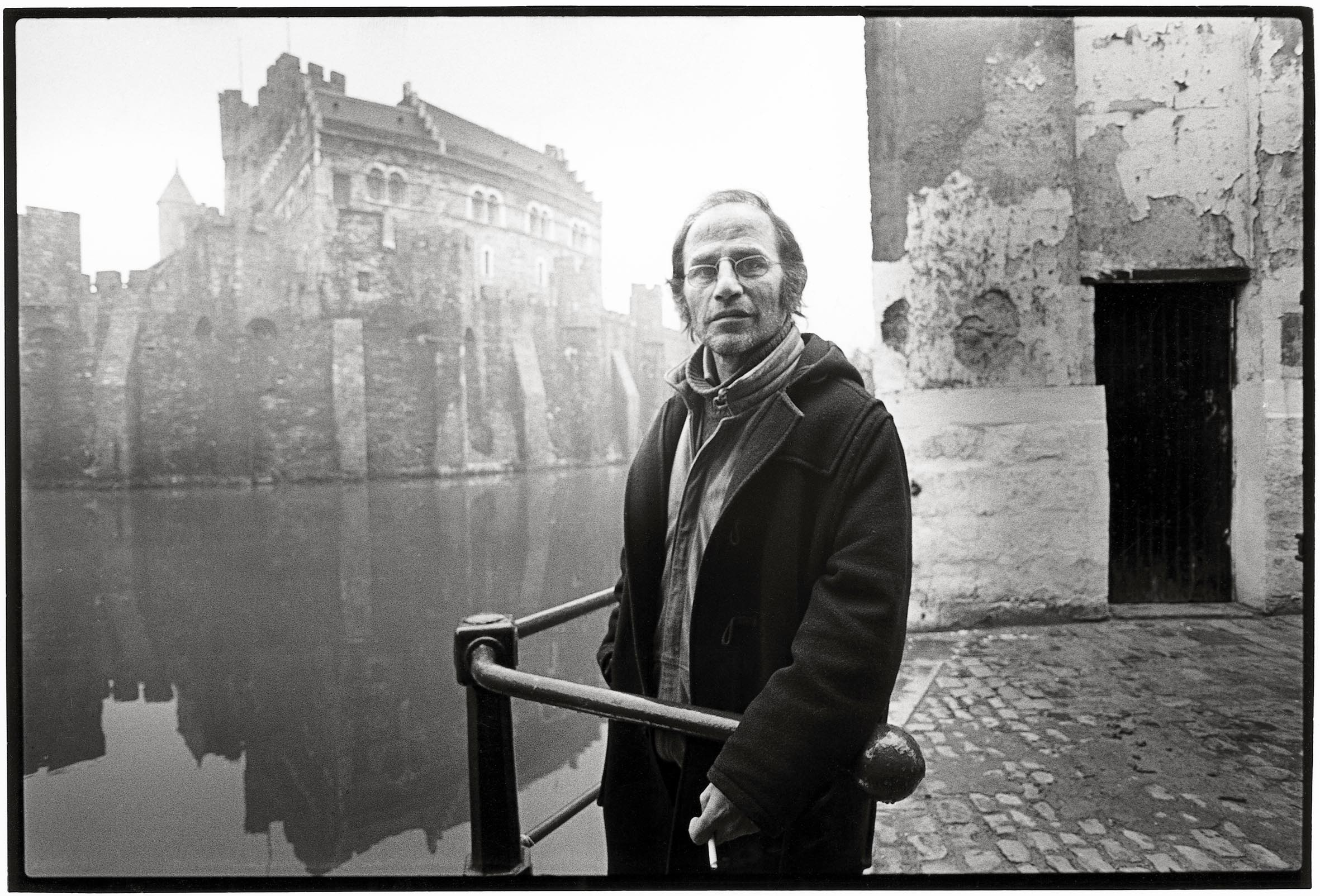
Julien Schoenaerts, am Arca-Theater in Gent im 1978, im Hintergrund die Burg Gravensteen

Julien Schoenaerts (* 3. August 1925 in Eigenbilzen; † 7. September 2006 in Antwerpen) war ein niederländischsprachiger belgischer Schauspieler. Er galt nach dem Zweiten Weltkrieg als einer der besten Schauspieler des flämischen Landesteils Belgiens. Er war der Vater von Matthias Schoenaerts.

## Biografie
Julien Schoenaerts spielte in zahlreichen Theaterstücken und in Film und Fernsehen.
Seine erste Rolle ist die wichtigste in einem der wichtigen belgischen Filme der 1950er Jahre. Meeuwen sterven in de haven (1955).
In diesem Jahrzehnt interpretiert der Schauspieler unter anderem den kleinen Prinzen von Antoine de Saint-Exupéry und den Guardian von Harold Pinter. Er ließ sich dann in den Niederlanden nieder.
Julien Schoenaerts hat auch die Rolle von Pieter de Coninck in De Leeuw van Vlaanderen (1985) von Hugo Claus und die von Bischof Antoine Stillemans in Priester der Entrechteten (1993) gespielt. Im Jahr 1994 war er in Taxandria von Raoul Servais zu sehen. Seine letzte Rolle hatte er im Film Ellen Calling – Nachricht vom Schicksal (2004), in dem auch sein Sohn mitspielte.
Seit den 1970er Jahren litt Julien Schoenaerts unter schweren psychischen Problemen und lebte in verschiedenen psychiatrischen Anstalten.
Er starb am 8. September 2006 im Alter von 81 Jahren.

## Filmografie (Auswahl)
- 1955: Meeuwen sterven in de haven
- 1985: De Leeuw van Vlaanderen
- 1993: Priester der Entrechteten (Daens)
- 1994: Taxandria
- 2004: Ellen Calling – Nachricht vom Schicksal (Ellektra)

## Bibliographie
- Stan Lauryssens, Schoenaerts, Brüssel, Manteau, 2014